# میلچو آنگلوف
میلچو آنگلوف (بلغاری: Милчо Ангелов؛ زادهٔ ۲ ژانویهٔ ۱۹۹۵) بازیکن فوتبال اهل بلغارستان است.
از باشگاه‌هایی که در آن بازی کرده است می‌توان به باشگاه فوتبال لیتکس لووچ و باشگاه فوتبال زسکا صوفیه اشاره کرد.
وی همچنین در تیم‌ ملی فوتبال  زیر ۲۱ سال بلغارستان بازی کرده است.